# يكفي (فلم)
يكفي هو فيلم إثارة درامي أمريكي من إخراج مايكل أبتيد سنة 2002 مقتبس من الرواية الأكثر مبيعا لصحيفة نيويورك تايمز الأسود والأزرق سنة 1998 للكاتبة الأمريكية أنا كويندلين بطولة جنيفر لوبيز والممثل بيلي كامبل.

## ملخص الفيلم
سليم (جنيفر لوبيز) شابة تعمل منذ مدة طويلة مع أفضل صديقة لها، جيني (جوليت لويس) كنادلة في مطعم صديقهم وصاحب المحل فيل (كريستوفر مايير) من أجل تغطية نفقاتهم...
ذات يوم تلتقي سليم في المطعم الذي تعمل به بميتش هيلر (بيلي كامبل) رجل أعمال ثري يحصل على كل ما يريد وبحيلة ماكرة دبرها رفقة صديقه روبي (نوح ويلي) يستطيع إيقاع سليم في شباكه والزواج منها، تَمُرُ 5 سنوات بسرعة وسعادة أنجبت خلالها سليم ابنة جميلة تدعى جرايسي (تيسا ألين) وأصبح للعائلة منزل جميل في ضاحية راقية جدا...
لكن حياة الأسرة تنقلب رأساً على عقب حين تكتشف سليم خيانات زوجها المتكررة لها وعنفه إيزاءها بعد إصرارها على الطلاق مستغلاً ضعفها كإمرأة... ورغم ذهابها إلى الشرطة واستشارة أكبر المحامين وإبلاغ أمه بأفعاله إلا أن نفوذه وأمواله تجعله يخرج من كل المشاكل لتجد سليم نفسها مضطرة للفرار مع إبنتها إلى وجهة غير معلومة دون مال أو عمل، لكن زوجها ميتش يجدها ويعنفها بالضرب واللكم... فتهرب مرة أخرى مع إبنتها التي تضعها عند صديقتها وتعد نفسها لمواجهته بنفس أسلوبه وهو القتال بمساعدة والدها الذي لم يعرفها أو يعترف بها يوماً...

## إنتاج

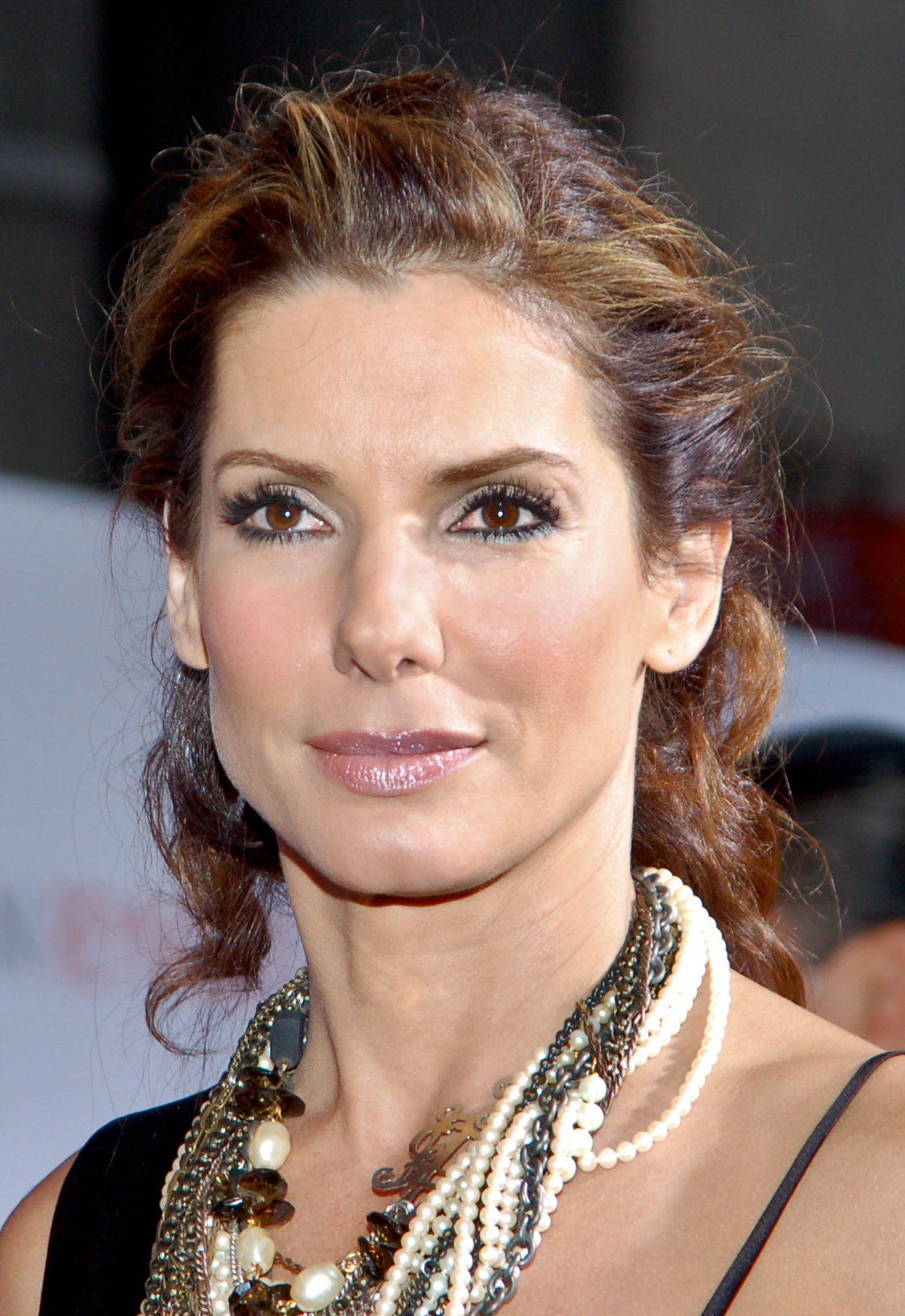
بولوك في العرض الافتتاحي لفيلم ذا بربوزل (يونيو 2009)

• يكفي هو فيلم كتبه نيكولاس كازان ووزعته شركة كولومبيا بيكتشرز وأخراجه مايكل أبتيد في 9 نوفمبر 2000، وحسب ماذكرته صحيفة نيويورك ديلي نيوز قبل اختيار جنيفر لوبيز للدور كانت الممثلة الأمريكية ساندرا بولوك المرشحة الأولى لدور سليم لكن حسب ما أصدرته مجلة فاريتي الأمريكية فإن ساندرا اعتذرت عن الدور بسبب جدول أعمالها المزدحم وارتباطها بفيلم أخر.
•- ذكرت مجلة إم تي في نيوز على لسان ديفيد باشام في 19 ماي 2001 أنه تم ٱختيار أبطال الفيلم والذين تمثلوا في الممثلة والمغنية جنيفر لوبيز التي ستجسد دور سليم الزوجة المعنفة، والممثل بيلي كامبل للعب دور ميتش المقاول الثري والزوج العنيف. كما تم اختيار الممثلة جوليت لويس والممثل نوح ويلي والممثل دان فوترمان والممثل فريد وارد للمشاركة في بطولة الفيلم الذي بدأ تصويره في 21 ماي 2001 في كل من ولاية لوس أنجلوس، سان فرانسيسكو وسياتل.
• في تسجيل وثائقي مصور عُرض على طبعة الدي في دي الخاص بالفيلم قال كاتب الفيلم نيكولاس كازان أن الممثلة جنيفر لوبيز كانت «جيدة جداً» في أداء دور الزوجة سليم المعنفة حيث خَلَقَتْ للشخصية التي تجسدها تفاصيل مرتجلة، وإيماءت جسدية لم تكن موجودة في السيناريو كما أنه وصف تمثيلها العاطفي بأنه «في غاية الكمال».
• اعترف مخرج العمل مايكل أبتيد، الذي لم يكن يعرف عن بطلة الفيلم جنيفر لوبيز سوى كونها أسطورة حضرية في الرقص والغناء بأنها «كانت رائعة» وأنه سعيد بالعمل معها، كما أشار «إلى أن الحالة، التي كانت فيها جنيفر أثناء تصوير الفيلم كانت مؤثرة جدا». قبل أن تعترف لوبيز سنوات بعد تصوير الفيلم أنها كانت تبدل قصارى جهدها وتعاني من إنهيار عصبي، حيث قالت عام 2008: «كنت أعاني من نقص في النوم، وكان لدي نوع من الانهيار العصبي، كنت أتجمد في موقع التصوير... حسنا ليس في موقع التصوير، ولكن في دماغي، كنت كما لو أني لا أريد التحرك، ولا أريد التحدث، ولا أريد فعل أي شيء، وكان هذا الفيلم،» يكفى«نعم، فعلتها وكان لدي انهيار عصبي».

## الممثلون
- جنيفر لوبيز: الزوجة سليم شليتر
- بيلي كامبل: ميتش هيلر
- تيسا ألين: جرايسي هيلر
- جوليت لويس: جيني
- دان فوتيرمان: جو
- نوح ويلي: روبي
- فريد وارد: جوبيتر
- جيمس نوح: السيد هيلر
- جانيت كارول: السيدة هيلر
- بيل كوبس: جيم تولير
- كريستوفر مايير: فيل
- بروس يونغ: مدرب فنون قتالية
- بروس فرينش: صاحب البيت
- روبن ماديرا: تيدي
- دان مارتن: شرطي من مكتب التحقيقات الفدرالى
- جيف كوبر: شرطي من مكتب التحقيقات الفدرالى
- برنت سكستون: شرطي من مكتب التحقيقات الفدرالى

## وصلات خارجية
- مقالات تستعمل روابط فنية بلا صلة مع ويكي بيانات
- يكفي (فيلم) السينما.كوم